# Atropacarus punctulatus
Atropacarus punctulatus är en kvalsterart som beskrevs av Moraza 1985. Atropacarus punctulatus ingår i släktet Atropacarus och familjen Phthiracaridae. Inga underarter finns listade.